# Carlos Tordoya
Carlos Hugo Tordoya Pizarro (Santa Cruz de la Sierra, 31 luglio 1987) è un calciatore boliviano, difensore del Nacional Potosí e della Nazionale boliviana.